# Peter Maxey
Peter Malcolm Maxey, CMG (* 26. Dezember 1930; † 23. Oktober 2014) war ein britischer Diplomat, der unter anderem zwischen 1981 und 1984 Botschafter in der Deutschen Demokratischen Republik war.

## Leben
Peter Malcolm Maxey absolvierte nach dem Besuch der 1552 gegründeten Bedford School ein Studium am Corpus Christi College der University of Cambridge. Er fand nach seinem Eintritt in den diplomatischen Dienst 1953 Verwendungen an zahlreichen Auslandsvertretungen wie in der Sowjetunion, Finnland, Sri Lanka und Ständigen Vertretung bei den Vereinten Nationen in Genf. 1972 wechselte er ins Ministerium für Auswärtige und Commonwealth-Angelegenheiten (Foreign and Commonwealth Office) und war dort zunächst bis 1973 einer der Inspekteure des diplomatischen Dienstes sowie im Anschluss von 1974 bis 1977 Leiter des Referats für die Vereinten Nationen. Danach fungierte er zwischen 1977 und 1978 als Botschaftsrat an der Botschaft in Irland sowie von 1978 bis 1981 als Assistierender Unterstaatssekretär für den Bewertungsstab (Assistant Under-Secretary (Assessments Staff)) im Kabinettsamt (Cabinet Office), eine zentrale Behörde der britischen Regierung, deren Aufgabe es ist, den Premierminister und das Kabinett mit seinen Ministern in der Regierungsarbeit zu unterstützen.
1981 löste Maxey Peter Martin Foster als Botschafter in der Deutschen Demokratischen Republik ab und verblieb auf seinem Posten bis 1984, woraufhin Timothy Everard seine dortige Nachfolge antrat. 1982 wurde er für seine Verdienste Companion des Order of St Michael and St George (CMG). Zuletzt wurde er 1984 stellvertretender Ständiger Vertreter bei den Vereinten Nationen in New York City und verblieb auf diesem Posten bis zu seinem Eintritt in den Ruhestand 1986.
Peter Maxey war zwei Mal verheiratet. Aus seiner 1955 geschlossenen Ehe gingen zwei Söhne und zwei Töchter hervor. Seine zweite Ehe mit Christine Irene Spooner blieb kinderlos.